# 伊尼亞河 (鄂霍次克海流域)
伊尼亞河是俄羅斯的河流，由哈巴羅夫斯克邊疆區負責管轄，河道全長330公里，流域面積19,700平方公里，河水主要來自雨水和融雪，最終注入鄂霍次克海。